# 涅普斯冰川
65°7′S 63°22′W / 65.117°S 63.367°W

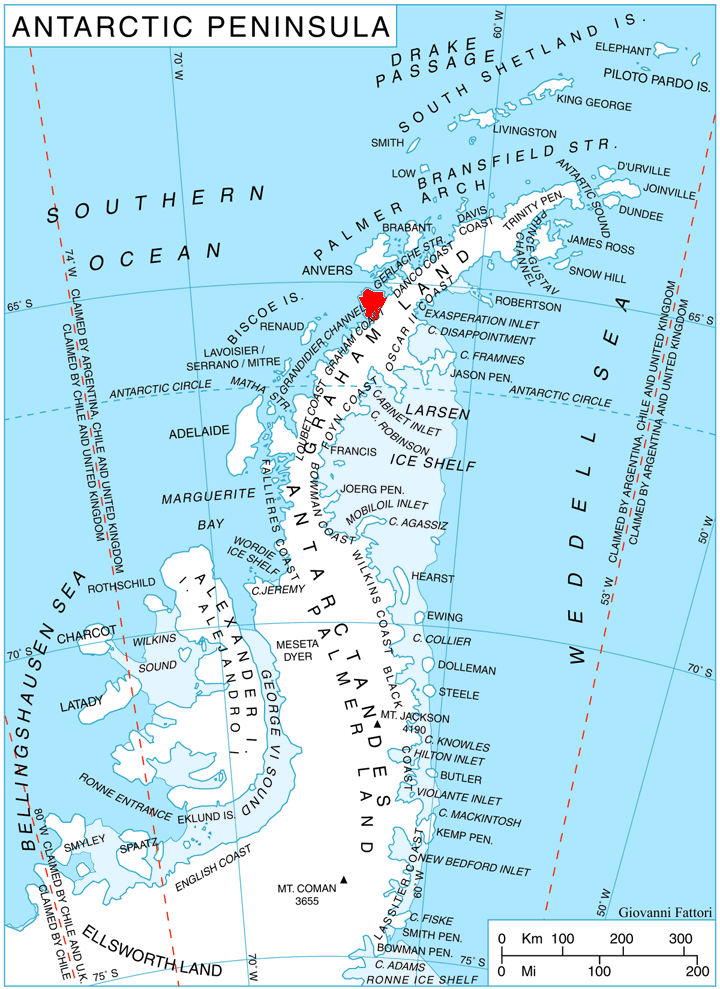

涅普斯冰川（Niépce Glacier），是南極洲的冰川，位於葛拉漢地的丹科海岸，處於基輔半島北岸，最終注入達蓋爾冰川，在1954年由阿根廷政府繪入地圖，現時由南極條約體系管理。